# Maksymilian Orłowski
Maksymilian Orłowski (ur. 1807, zm. 13 lutego 1891 w Tbilisi) – polski ksiądz działający w Gruzji. 
Urodzony w 1807 w szlacheckiej rodzinie na Kijowszczyźnie, ukończył seminarium duchowne w Zwiengorodzie, studiował w Akademii Duchownej w Wilnie. Posługę pełnił początkowo w Wilnie, skąd przeniesiono go do Instytutu Sierot w Gatczynie, skąd trafił do Odessy, gdzie opiekował się francuskimi katolikami. 30 kwietnia 1852 przeniesiony do Tbilisi i powołany jako pierwszy na stanowisko wizytatora kościołów rzymskokatolickich Kaukazu i Zakaukazia, w 1857 mianowany prałatem kapituły tyraspolskiej, inicjator i budowniczy a następnie do momentu śmierci proboszcz wybudowanego w latach 1870-77 kościoła pw. św. Piotra i Pawła w Tbilisi. W czasie pobytu w Tbilisi (Tyflisie) oprócz posługi duszpasterskiej nauczał również w szkołach: gimnazjum klasycznym, Kaukaskim Instytucie dla Dziewcząt i gimnazjum żeńskim. Zjednywało mu to przychylność społeczeństwa lokalnego i władz, w latach 1860-80 był trzykrotnie odznaczany orderami św. Stanisława i św. Anny. Dbał o dusze nie tylko kaukaskich Polaków, ale również o członków społeczności lokalnej, czego dowodem są modlitewniki i publikacje zasad wiary w języku gruzińskim, które ukazały się za jego sprawą.